# Patients (roman)
Pour l’article homonyme, voir Patients (film).
Patients est un livre en prose écrit par Grand Corps Malade, sorti en 2012. C'est un roman autobiographique. 
Patients a été adapté au cinéma en 2017, sous le même titre.